# Pic del Torn
El Pic del Torn és una muntanya de 1.631,4 metres d'altitud del límit dels termes de les comunes de Mosset i Orbanyà, tots dos de la comarca del Conflent, a la Catalunya del Nord. És a la zona sud-oest del terme de Mosset i al nord del d'Orbanyà. És al nord i damunt del sector oriental del Bosc Domanial de Noedes i Orbanyà, al nord-est del Coll del Torn i al nord-oest del Coll del Mener, bastant a prop de tots dos colls.
És en una de les zones més concorregudes pels excursionistes de la Catalunya del Nord.